# سانی الجافری
سانی الجافری (انگلیسی: Sonny Aljofree؛ زادهٔ ۱۹ دسامبر ۲۰۰۴) بازیکن فوتبال اهل بریتانیا ست که به صورت قرضی از باشگاه فوتبال منچستر یونایتد برای باشگاه فوتبال آکرینگتون استنلی بازی می‌کند. 